# Українська правнича фундація
Українська правнича фундація (УПФ, Ukrainian Legal Foundation) — благодійний фонд.

## Історія
УПФ заснована у травні 1992 року групою проґресивних українських та зарубіжних правників як Всеукраїнський благодійний фонд за фінансової підтримки Джорджа Сороса. Керівні органи УПФ склали: її засновники (Сергій Головатий, Галина Фріланд, Василь Кисіль, Богдан Гаврилишин, Юрій Айвазян, Іван Гевко), Рада опікунів, Рада іноземних дорадників, Наглядова Рада УПФ, Дорадчі збори УПФ, Комітет управління УПФ.
За мету діяльності УПФ було визначено сприяння утвердженню в Україні верховенства права. З цією метою УПФ започаткувала у 1992 році низку довгострокових програм, серед яких зокрема такі: 
- Сприяння становленню незалежного судочинства;
- Сприяння створенню незалежної професійної організації правників;
- Сприяння реформуванню правничої освіти;
- Створення правничого видавництва;
- Створення правничої бібліотеки;
- Створення нової школи права;
- Сприяння законотворчому процесові;
- Конференції та симпозіуми з права;
- Правнича просвіта населення;
- Створення центру з прав людини;
- Зарубіжні стипендії та стажування в галузі права.

Провідну роль у формуванні програм УПФ і наповнені їх змістом, який відповідав би поставленій меті, відігравала команда іноземних радників - передовсім з української діаспори: Джон Сопінка (суддя Верховного Суду Канадии), Вальтер Тарнопольський (суддя Апеляційного суду провінції Онтаріо, Канада), Ігор Бардин, Данило Білак, Христина Маців (адвокати з Канади), Стефан Дуніковський (адвокат із Франції), Адріан Єнкала (адвокат із Великої Британії), Стефн Павлище (адвокат із Польщі), Волтер Лупень (адвокат із США).
До складу Ради іноземних дорадників УПФ входили також: Вальтер Гервен (генеральний адвокат Суду Європейського Співтовариства з Бельгії), Андраш Шайо (декан факультету права Центрально-Європейського університету з Угорщини), Герман Шварц (професор права з Аменриканського університету, США), Сузанне Ветеншвілер (правник, член правління Фонду Карла Попера з Швейцарії), Чарлз Коул (професор права із Семфордського університету, США), Марк Лалонд (адвокат із Канади).
На пропозицію УПФ, яку підтримали Асоціація українських правників, Спілка юристів України і Спілка адвокатів України, у жовтні 1992 року був скликаний Перший Світовий Конгрес українських юристів.
УПФ була ініціатором запровадження в Україні особливого професійного свята правників - щорічної церемонії "Відкриття Року Права", установленої Указом Президента України 17 жовтня 1994 р., відповідно до якого Днем відзначення "Відкриття Року Права" визначалось 8 жовтня (а у разі, коли 8 жовтня припадає на вихідний чи святковий день, "Відкриття Року Права" мало проводитись у перший понеділок після 8 жовтня. Така церемонія відбулась лише тричі: у 1994 році її було проведено 2 жовтня, у 1995 році - 9 жовтня, у 1996 році - 8 жовтня. По тому церемонію "Відкриття Року Права" Президент Леонід Кучма скасував.